# Perelandra
Perelandra è un romanzo di fantascienza del 1943 scritto da C. S. Lewis, secondo libro del ciclo della "trilogia dello spazio" (Space Trilogy). Gli altri volumi che compongono la trilogia sono Lontano dal pianeta silenzioso e Quell'orribile forza.

## Trama
Il filologo Elwin Ransom, alcuni anni dopo il suo ritorno da Marte, riceve una nuova missione da Oyarsa, il sovrano angelico del pianeta rosso. Convocato lo stesso Lewis, autore del romanzo, nella sua casa di campagna, Ransom gli spiega di dover viaggiare su Perelandra (Venere), dove dovrà contrastare un attacco lanciato dall'Oyarsa corrotto signore del nostro pianeta.
Ransom viene trasportato in una specie di bara apparentemente fatta di ghiaccio. Lewis lo benda in modo che il sole non lo accechi una volta uscito dall'atmosfera terrestre. Inoltre egli si spoglia e non porta con sé abiti poiché Oyarsa gli dice che i vestiti sono inutili su Perelandra.
Ransom arriva a Venere dopo un viaggio in cui è circondato da colori vivaci; la bara in cui viaggiava si dissolve lasciandolo in quello che sembra essere un paradiso oceanico. Le giornate su Perelandra durano circa 23 ore terrestri, il cielo è dorato e opaco e né il sole né le stelle sono visibili, ragion per cui il dì è meno luminoso che sulla Terra e la notte è nera come la pece.
Il pianeta è coperto, per quanto Ransom può in un primo momento vedere, da un oceano d'acqua dolce costellata di naturali "zattere" galleggianti sulle quali si è sviluppata vita animale e vegetale. Tuttavia, poiché le zattere non hanno basi geologiche, sono in un costante stato di moto. Unica formazione geologica osservabile sul pianeta è una montagna chiamata Terra Fissa.
Ransom incontra presto Tinidril, la "regina" del pianeta, un essere allegro che ben presto lo accetta come amico. A differenza degli abitanti di Marte, Tinidril rassomiglia in tutto e per tutto a un essere umano con l'eccezione del colore della pelle, che è verde: da quando infatti Maleldil ha assunto forma umana per combattere l'Oscuro Arconte della Terra le creature intelligenti dell'universo non possono che rassomigliare a lui; la vita spirituale su Perelandra si è infatti sviluppata di recente e il "re" e la "regina" sono ancora gli unici due esseri umani dal pianeta. Vivendo sulle isole galleggianti (poiché Maleldil vietò loro di abitare sulla Terra Fissa) essi si sono trovati momentaneamente divisi.
Dopo alcuni giorni atterra in prossimità della Terra Fissa la navicella spaziale di Weston. Come questi incontra Ransom, cerca subito di convincerlo di essere un uomo nuovo: se durante il viaggio su Malacandra aveva mostrato un atteggiamento rigorosamente materialista, ora egli afferma di avere preso coscienza dell'esistenza di esseri spirituali e promette fedeltà a ciò che egli chiama "Forza della Vita". Ransom, però, non è d'accordo con la posizione di Weston riguardo al fatto che lo spirito sia necessariamente buono, anzi Weston mostra presto segni di possessione demoniaca.
In questo stato Weston (o il demone che possiede il suo corpo) trova la Regina e cerca di convincerla ad infrangere gli ordini di Maleldil e a trascorrere una notte sulla Terra Fissa. Ransom, compreso il pericolo, ritiene di dover agire come contro-tentatore. Se infatti l'incontaminata regina, che non ha mai sentito parlare del Male né di dolore, soccombesse agli argomenti della tentatore, si verificherebbe su Perelandra un nuovo "peccato originale". Il demone Weston dimostra però di essere un abilissimo argomentatore (nonostante il suo comportamento in assenza della regina sia idiota e meschino) e inoltre non ha mai bisogno di dormire.
Quando ormai il Tentatore è sul punto di vincere, Ransom intuisce di dover attaccare fisicamente Weston poiché il suo corpo è l'unico "avamposto" del Maligno su Perelandra.
I due ingaggiano quindi una lotta corpo a corpo ma Weston, ferito, riesce a fuggire nell'oceano, dove viene inseguito da Ransom, entrambi a cavallo di grosse creature simili a delfini. Quando finalmente Ransom raggiunge il nemico, Weston sembra essere momentaneamente tornato in sé e racconta disperato la sua esperienza all'Inferno, dove l'anima del peccatore viene assorbita nel Diavolo, perdendo ogni esistenza indipendente.
Mentre Ransom è distratto dall'orrore e dalla pietà per Weston, il demone riprende il controllo del corpo di quest'ultimo e lo trascina in una caverna sotterranea. Qui Ransom uccide apparentemente Weston e, credendo di aver concluso la propria missione, cerca un percorso verso la superficie. Il corpo di Weston però, ancora animato dal Diavolo, lo raggiunge in un'altra caverna che si apre su un baratro di fuoco. Ransom riesce infine a gettare l'avversario tra le fiamme.
Tornato in superficie, dopo un lungo travaglio attraverso le caverne di Perelandra, Ransom si riprende dalle ferite riportate nella lotta, fatta eccezione per un morso sul tallone che continua a sanguinare. Incide anche su una lastra di pietra un'iscrizione commemorativa per Weston, grande scienziato umano che tuttavia cadde nelle mani del Diavolo.
Ransom incontra infine il re e la regina insieme agli Oyarsa di Marte e Venere, i quali conferiscono i poteri di governo dal pianeta al Re e alla Regina. Tutti i personaggi celebrano la prevenzione di una seconda "Caduta" biblica e l'inizio di un paradiso utopico in questo nuovo mondo. Ransom sperimenta una visione della verità essenziale della vita nel Sistema Solare e forse della stessa natura di Dio.
La missione su Venere è compiuta e Ransom deve ritornare sulla Terra nella stessa bara con cui viaggiò all'andata: la sua nuova missione è quella di continuare la lotta contro le forze del male sul proprio pianeta.